# Vadu (okręg Konstanca)
Vadu – wieś w Rumunii, w okręgu Konstanca, w gminie Corbu. W 2011 roku liczyła 684 mieszkańców.